# 景山民夫
景山 民夫（かげやま たみお、1947年（昭和22年）3月20日 - 1998年（平成10年）1月27日）は、日本の小説家、放送作家。放送作家としての別ペンネームに大岡 鉄太郎。

## 経歴

### 生い立ち
1947年（昭和22年）3月20日、警察官僚（のち全日本剣道連盟会長）の景山二郎 を父として、東京都千代田区神田の病院で生まれる（当時の自宅は東京都杉並区西荻窪の母方祖父宅）。本籍地は広島県広島市。景山家は元々、広島県三次市の出で親戚はみな三次市にいるという。母方の祖父橋本清吉は福島県知事や岡山県知事、衆議院議員（改進党）などを歴任。
4歳で千代田区麹町の警察官舎に転居し、近くの白百合幼稚園を経て暁星小学校に入学、同級生に尾上辰之助がいた。カトリック系の学校だったので、なんとなくキリスト教を意識するようになったが、家は神道であったという。半蔵門に転居後、小学三年の時に父の中国管区警察局公安部長転任に伴い広島市に転居。私立で裕福な家庭の子女が多い暁星から、広島市立の普通の公立小学校に転校し、強烈な広島弁、被爆で背中一面ケロイドの担任の先生、夜店で拳銃を売買する光景などを目撃し大きなショックを受ける。

### 中高時代
広島の後、小5で山梨県に転居。さらに両親は秋田県に転勤となったが武蔵中学を受験・入学したため秋田には行かず、その後は東京・半蔵門のおばの家に寄宿。この頃アメリカのバラエティ番組『ペリー・コモショー』『アンディ・ウィリアムス・ショー』や『パパは何でも知っている』などに夢中になった。
中一で小児リウマチ熱にかかり、臨死体験を味わうほど生死をさまよい、半年余休学する。武蔵高校時代は映画館巡りやアルバイトに精を出し、校名入りのスウェットシャツを自作して「制服を着ない運動」をして先生を困らせたりもした。武蔵高校の同級生に高平哲郎がいる。

### 大学時代
高校卒業後は東京藝術大学の油絵学科と慶應義塾大学の文学部を受験したが、芸大の第三次油絵実技試験で不合格となったため、結局慶應の文学部へ進み、すぐにグラフィック・デザインをやる「商業美術研究会」に入る。慶応大学では、高橋信之（ザ・フィンガーズ）らと、企画サークル「風林火山」に参加して、音楽コンサートや、南軽井沢でのイベント「森と湖のカーニバル」などにデザイナーとしてかかわった。しかし慶應で留年を重ね、1年生を2回繰り返しても進級できず退学処分を受ける（したがって専門課程には上がっていない）。
その後、デザイン関係の仕事がしたくなり、武蔵野美術大学短期大学部デザイン学科に移る。武蔵野美術大学時代にカレッジフォークグループ「モダン・フォーク・フェローズ」にベースとして参加。モダン・フォーク・フェローズの一員として、東芝から『さよならは云わないで』『朝焼けの中に』の2枚のシングルを出す。

### 放送作家デビュー
大学時代に関わったロックコンサートのプロデュースを通じて知り合った先輩が日本テレビに入社し、その人の誘いで局に出入りするようになり、1968年（昭和43年）に放送作家となり『シャボン玉ホリデー』を手掛ける。

### アメリカに不法滞在
1969年（昭和44年）に武蔵美のキャンパスがロックアウトされたためアメリカに渡り、不法滞在者としてサンフランシスコのブロードウェイ近くのコーヒーショップでギターの弾き語りとして働いていた。
以後1年半の間生活したニューヨークでは、グリニッジ・ヴィレッジのコーヒーショップ「フォーウィンズ」でフォーク歌手として出演していたほか、マリファナ仲間とウッドストック・フェスティバルに向かおうとしたなどのエピソードがある。ただし、アメリカ時代の経歴については、後に著書で「創作を含んでいる」と自著で述べているうえに、不法滞在者として滞在したこともあり正確ではない。

### 放送作家
帰国後、1970年代初頭以降再び放送作家として『11PM』、『クイズダービー』、『タモリ倶楽部』等、数多くの番組の構成を担当し、多いときには週12本を掛け持つ売れっ子となる。同じく放送作家の高田文夫と『民夫君と文夫君』のコンビを結成、「立川八王子」として落語立川流に入門した。
テレビ出演にも積極的で、1980年代には風貌が似ていた三浦和義のカリカチュア「フルハム三浦」、「スワッパー三浦」として『オレたちひょうきん族』の「ひょうきんプロレス」にプロレスラーとして出演したほか、変わったところでは北海道テレビ放送(HTB)のローカルの深夜お色気番組『派手〜ずナイト』（毎週土曜の0時からの60分番組で司会は高田純次）のレギュラーとして出演し、毎回ギターを弾きながら歌を披露していた。また1990年代には『料理の鉄人』の審査員として登場した。
高校時代からの友人の高平哲郎や、芸風が違う萩本欽一などを公然と批判。ビートたけしから「この人ほど番組を潰してきた作家はいない」と評されている。このため1980年に離婚した最初の妻への生活費・養育費を支払うのに苦労し、車を手放したり、原宿に住んでいた親に食べ物をお裾分けしてもらったこともある。この辺りの顛末は、当時『宝島』誌に連載していた自身のエッセイ『極楽TV』に詳しい。

### プライベート
プライベートではこの間、武蔵野美術短大の同級生と結婚して飯倉片町のマンションに住む。1972年に長女が生まれたが、重度の心身障害を患っており、1990年に死去するまで寝たきりの生活を送っていた。最初の妻との間には一男二女を儲けたが、3年間の別居生活を経て1980年に離婚が成立。月々35万の生活費・養育費を15年間払うことを自ら決める。その後次女はイギリスの大学に進み、長男は慶應義塾大学に進んだ。

### 作家として
中学から大学を通じての後輩である小黒一三の依頼により、エッセイ『普通の生活』を雑誌『ブルータス』に連載しエッセイストとして注目される。1987年（昭和62年） 『ONE FINE MESS 世間はスラップスティック』で、第2回講談社エッセイ賞受賞。同時受賞は吉行淳之介。
小説家としての処女作となる冒険小説『虎口からの脱出』で1987年（昭和62年） 第8回吉川英治文学新人賞、第5回日本冒険小説協会最優秀新人賞受賞。1988年（昭和63年）、『遠い海から来たCOO』で第99回直木賞受賞。これ以降は文筆業1本に絞ろうと思い、1980年代後半に放送作家としての仕事を断り始める。その結果、年収が半減したという。

### 幸福の科学
若い頃から、ネス湖のネッシーや幽霊などをはじめとする超常現象や、原子力発電やゴミ問題などの環境問題に深い関心を寄せる。1976年に担当していた番組に霊能力者のジェラルド・クロワゼットが出演した際に霊的な影響を大いに受け、自身の霊能力も開発されたと自著で述べている。
生まれつき重度の障害を抱えていた18歳の長女を1990年5月に亡くし、その際も娘の霊と交信する体験をした。友人に勧められた大川隆法の著作に思うところがあり、同年9月ごろから本や講義テープを大量に読み、大川の宗教団体「幸福の科学」の事務所に出入りし講演会にも出席、翌3月に正会員として入信した。
そして1991年（平成3年）の講談社フライデー事件で「講談社フライデー全国被害者の会」の会長として同じく信者の小川知子とともに講談社などに損害賠償を請求する提訴を行った。その後、景山や小川らの強烈なマスコミ批判が敬遠され、相次いで連載が打ち切りになった。それまでは親しい関係にあった高田文夫や小林信彦、ビートたけし、内藤陳、大橋巨泉なども景山と距離をおくようになる。この頃数少ないテレビ出演となった『料理の鉄人』の審査員として登場したときは、大きな「幸福の科学」のペンダントをつけていた。
そんな景山を、小林信彦は、「宗教に入ってからも、マスコミ人景山民夫はテレビやラジオに出、いろいろとサーヴィスをしていた。使い分けをするつもりだったのだろうが、本心は宗教にあったとぼくは思う」と推察している。

### 死去
1998年（平成10年）1月26日深夜に、成城の自宅書斎で喫煙しながら趣味であるプラモデル制作をしていたところ、接着剤から気化したシンナーに引火し、27日午前1時半頃に死去。50歳没。死因に関しては当初は火傷、もしくは一酸化炭素中毒と報じられたが公式には特定されておらず、検視も行われたが公表されていない。
高校の同級生かつ放送作家仲間でもあった高平哲郎は、病院で医師に「火傷の方はそんなに重度ではないんですが、一酸化炭素を吸っていますんで難しいところですが、まだ蘇生の手当は続けています」と告げられた。また、息を引き取った後「民夫は顔だけを出して、身体は白いシーツに包まれていた。」「髪はシャワーを浴びてきたような濡れ方をしていたが、多少すすをつけた顔に火傷はなかった。」と述べている。
出棺の際、妻は大好きだった『トラブル・バスター』の田所局長の言葉を引用します、と前置きの後「バカヤロー! 寂しいじゃねーか!」と早すぎる死を悼んだ。葬儀は幸福の科学が執り仕切った（葬儀委員長は小室直樹）。
死去の時点で収録済みの番組もあり、長年審査員を務めた『料理の鉄人』では、彼を追悼するテロップが流された。また、同日放送された朝日放送『探偵!ナイトスクープ』でも登場する場面があったため、収録日時を表示して放送していた。
前述の通り検死内容が公表されなかったことや、死亡時の不自然な状況もあり、その突然の死には様々な憶測が飛び交うこととなった。人気番組を数多く手がけた放送作家かつタレントとしても知られていたが、幸福の科学に入信し活動した晩年の状況もあり、没後その足跡が取り挙げられることはほとんどない。

## 著書

### 小説・エッセイ
1984年
- 『普通の生活』朝日新聞社、のち角川文庫、朝日文芸文庫
- 『民夫くんと文夫くんのオレたち天才! めちゃぶつけ』高田文夫と共著、扶桑社、のち角川文庫（『民夫くんと文夫くん あの頃君はバカだった』に改題）

1985年
- 『極楽TV』JICC出版局、1985年12月1日。NDLJP:12275127。のち新潮文庫

1986年
- 『ONE/FINE/MESS世間はスラップスティック』マガジンハウス、のち新潮文庫 - 第2回講談社エッセイ賞受賞作
- 『食わせろ!!』山藤章二共著、講談社、のち講談社文庫、角川文庫 - エッセイ集
- 『虎口からの脱出』新潮社、のち新潮文庫 - 第8回吉川英治文学新人賞受賞作、第5回日本冒険小説協会大賞最優秀新人賞受賞作、第97回直木賞候補作

1987年
- 『転がる石のように』講談社、のち講談社文庫、新潮文庫
- 『イルカの恋、カンガルーの友情』角川書店、のち角川文庫

1988年
- 『休暇の土地』講談社、のち講談社文庫、新潮文庫
- 『遠い海から来たCOO』角川書店、のち角川文庫 - 第99回直木賞受賞作。東映アニメーションで劇場アニメ化（脚本・岡本喜八）
- 『トラブル・バスター』マガジンハウス、のち角川文庫、徳間文庫 - テレビ局の内幕を描く娯楽小説。 監督・井筒和幸、主演・鹿賀丈史で映画化。『さすらいのトラブルバスター』（1996年8月、松竹）
- 『ガラスの遊園地』講談社、のち集英社文庫 - 自らが関わってきたテレビへの憧れと決別を語っている
- 『遥かなる虎跡』新潮社、のち新潮文庫

1989年
- 『新TOKYO八景 来るな!』テレビ朝日
- 『どんな人生にも雨の日はある』ブロンズ新社、のち新潮文庫
- 『Kikoの冒険』ブロンズ新社
- 『トラブル・バスター 2』マガジンハウス、のち角川文庫、徳間文庫（『トラブル・バスター 2 俺とボビー・マギー』に改題）

1990年
- 『東京ナイトクラブ』講談社、のち角川文庫
- 『ライフイズアカーニバル（極楽人生相談室）』竹書房、のち竹書房文庫、新潮文庫
- 『だから何なんだ』朝日新聞社、のち新潮文庫、朝日文芸文庫

1991年
- 『ボルネオホテル』講談社、のち角川ホラー文庫 - 初の本格ホラー小説
- 『ハックルベリー・フレンズ』ブロンズ新社、のち新潮文庫
- 『つまり何なんだ』朝日新聞社、のち新潮文庫
- 『モンキー岬』角川書店、のち角川文庫

1992年
- 『街の無防備クン』メディアファクトリー、のち中公文庫（『この人に逢いたかった!（上）』に改題）
- 『街の無防備クン2』メディアファクトリー、のち中公文庫（『この人に逢いたかった!（下）』に改題）
- 『だから僕は旅に出る』海竜社、のち角川文庫（『旅立てジャック』に改題） - 人生は旅にあるというほど旅行好きであった
- 『スターティング・オーバー 僕の1991年』ブロンズ新社、のち中公文庫
- 『トラブルバスター 3 国境の南』徳間書店、のち徳間文庫
- 『私は如何にして幸福の科学の正会員となったか』太田出版
- 『湘南ラプソディー 神奈川県警猪川警部事件簿』実業之日本社、のち角川文庫

1993年
- 『景山民夫の預言学入門』マドラ出版
- 『宗教の反撃 講談社フライデー事件と裁判のすべて』小川知子と共編、幸福の科学出版
- 『リバイアサン1999』集英社、のち角川文庫 - 世紀末をテーマに描く近未来SF

1994年
- 『クジラの来る海』新潮社、のち新潮文庫
- 『ティンカーベル・メモリー』角川書店、のち角川文庫
- 『チュウチュウ・トレイン』角川書店、のち角川文庫（『グッドナイト、スリープタイト』に改題）
- 『ハイランド幻想』中央公論社、のち中公文庫
- 『トラブルバスター 4 九月の雨』徳間書店、のち徳間文庫

1995年
- 『パンドラの選択』中央公論社、のち中公文庫
- 『サラマンダー』ベネッセコーポレーション
- 『オンリー・イエスタディ』角川書店、のち角川文庫 - 「神山公夫」という少年の私立の名門校「大和中学・高校」での日々を描いた自伝的小説
- 『東へ三度、西へ二度』マガジンハウス

1996年
- 『野鼠戦線』徳間書店、のち徳間文庫 - 『虎口からの脱出』に続く冒険活劇
- 『すべては愛に始まる』角川書店
- 『宗教に入るひとの心が分かりますか? 新新宗教と精神療法』石川元と共著、弓立社

1997年
- 『時のエリュシオン』幸福の科学出版 - 前世を巡るオカルトファンタジー
- 『発破屋硬太』読売新聞社
- 『ホワイトハウス』角川ホラー文庫

1998年
- 『さよならブラックバード』角川書店、のち角川文庫 - 「いじめ」をテーマにした作品
- 『仰天旅行』実業之日本社
- 『エル・ドラードの鷲』中央公論社
- 『途中で、ごめん。』マガジンハウス

1999年
- 『ハッピーエンドじゃなけりゃ意味がない』ブロンズ新社 - 遺作集

2001年
- 『僕の憲法草案』橋爪大三郎、呉智英、鈴木邦男、伊藤成彦と共著、ポット出版

### 翻訳書
- 『スティービー・ワンダー詩集』1987年、シンコー音楽出版
- 『核の時代の寓話』1991年、飛鳥新社（著者：アラン・ニードル、Alan Neidle）

### アメコミ・映画関連
- 『スター・ウォーズ/ 帝国の逆襲』1980年、徳間書店 - アメコミ版のセリフ部分の翻訳を担当
- 『ハワード・ザ・ダック』1986年、徳間ジャパン - 劇場版に関するムック本の監修を担当

## 構成を担当した番組
- 『ヤング720』
- 『クイズダービー』
- 『出没!!おもしろMAP』
- 『タモリ倶楽部』
- 『11PM』
- 『高橋幸宏のオールナイトニッポン』
- 『極楽テレビ』
- 『笑ってポン!』
- 『景山民夫の大人気セミナー』（おとなげセミナーと読む。自身も出演。中京テレビ放送）

## 出演

### テレビ
- 『オレたちひょうきん族』（フジテレビ）
- 『TVクリティクス』（フジテレビ）
- 『料理の鉄人』（フジテレビ）
- 『探偵!ナイトスクープ』（朝日放送） - 顧問として登場
- 『地球ファミリー』（NHK総合）
- 『木曜ドラマストリート・春一番が吹くまで』（フジテレビ）
- 『ヤング720』（TBSテレビ）

### ラジオ
- 『テレビ・ジョッキー』（TBSラジオ）
- 『スーパーギャング ピテカントロプスの逆襲』[注釈 5]（TBSラジオ）
- 『とんでもダンディー・民夫くんと文夫くん』（ニッポン放送）
- 『愛は風の如く』（ラジオ大阪）

### 映画
- 星くず兄弟の伝説 - アトミック・ギャング役 1985年
- デスパウダー - スカーフェイス 役 1986年 - 泉谷しげる監督作品
- 大誘拐 RAINBOW KIDS - 新聞記者役 1991年
- ノストラダムス戦慄の啓示 - （通行人ー犬の散歩）1994年
- ヘルメス－愛は風の如く - アニメ 声の出演（予言者）1997年

### CM
- 雲海酒造 純米雲海（1988年）
- シャープ 電子手帳（1989年）
- エーザイ ユベロンゴールド（1990年） - 泉麻人などと共演

## エピソード
- 生まれて初めて映画を見たのは5歳の頃。神田日活で、ボブ・ホープの『腰抜け二挺拳銃』であった[5]。
- 身長が185センチもあったのは[注釈 6]、大正生まれの父親が176センチと当時としては大柄であり、かつ母親も比較的大きかったため。身長のためか中学、高校とバスケットボールをやっていたが進学校ということもあり、スポーツへの情熱はさほどなかった[5]。
- 中1の終わりに小児リウマチにかかり入院し、1週間意識がなく、高熱が4週間も続いた。注射をどんどん打たれたためホルモンの異常をきたし、入院時に38キロ足らずしかなかった体重がわずか2ヶ月で73キロになった。病院を抜け出して蔵前国技館へ行き花道で相撲を見ていたら、やにわに後ろの人が肩をたたき、次に腰をたたいた。振り返ってみると、それは初代の若乃花であった。仕事熱心な親方は、相撲にふさわしい体かどうかを触って確かめたのであった。もちろん、体重は病気が全快すると風船がしぼむようにもとの体重に戻ってしまった[5]。
- この大病の時に臨死体験をする。「僕は病気をして、これこれの体験をして、こういうものを見ました。だから、もう死ぬことが怖くなくなりました」と当時の作文に書いた[5]。
- 動物が好きで世界中を巡りながら、ラッコやクジラと戯れていた。愛犬家で家ではまだ珍しかったゴールデン・レトリバーを飼っていた。愛犬の名前はマルクス兄弟の一人に因んだ「ハーポ」であった[5]。
- 成毛滋の率いるロック・バンド、フライド・エッグの1972年発表のファースト・アルバム「ドクター・シーゲルのフライド・エッグ・マシーン」のジャケットのイラストを描いている。コタツでミカンを食べ、お茶を飲みながら描いていた為に、良くみるとミカンの果汁のシミや、こぼしたお茶のシミがあると本人が告白していた[5]。
- 愛車選びも変わっており、学生時代は中古のフォード・フェアレーン・コンバーチブルを、車がないとき多額の印税が入り受け取った帰りには現金一括で当時ヒットしていた47万円のスズキ・アルトを購入したという。ビートたけしがロールスロイスに乗っていると聞き、これに対抗して印税で中古のキャデラック・セビルを通りがかりの東名横浜の中古車店で購入したこともある。また、どんな車よりも目立つからという理由で、消防車を買い取って乗り回し、最後は友人にプレゼントしたがさすがにもらった側も困惑したという。
- TBSラジオ深夜放送の担当していたスーパーギャングの最終回にて、番組が終わる事に対して不満をぶちまけ、放送禁止用語を連発した為、TBSを出入り禁止になった。